# 朱莉娅·特罗特曼
朱莉娅·特罗特曼（英語：Julia Trotman，1968年3月25日—），生于纽约州，美国女子帆船运动员，曾就读于哈佛大学。她曾代表美国参加1992年夏季奥林匹克运动会帆船比赛，获得一枚铜牌。